# Dolbina borneensis
Dolbina borneensis es una especie de polilla de la familia Sphingidae. Vuela en Malasia, Tailandia y Borneo.
Ha sido localizada en Indonesia, Kalimantan Sel., 30 km E Kandangan, 15 km E de Loksado, a 1100 m de altura., 02.52ºS, 115.38ºE.